# 開眼
開眼（かいげん）とは、仏教用語で下記の2つの意味がある。
1. 新たに作られた仏像や仏画などを堂宇に安置して供養する際に行う儀式のこと[1]。本記事で詳述する。
2. 智慧の眼を開くこと[1]。真理を悟ること[1]。

## 概説
開眼とは、仏眼を開くという意味であり、仏の魂を入れること。入仏開眼（にゅうぶつかいげん）、、開眼光、開光明、開光、開明などともいう。この儀式を開眼供養（かいげんくよう）という。開眼には香や華、燈明、護摩などの供養をもって行う。この儀式を経て、仏像や仏画に仏の魂が入ると信じられている。
752年に奈良の東大寺で行われた大仏の開眼は、日本で最初の大規模な開眼供養である。